# اچ‌ام‌اس سیریوس (۱۷۹۷)
اچ‌ام‌اس سیریوس (۱۷۹۷) (به انگلیسی: HMS Sirius (1797)) یک کشتی بود. این کشتی در سال ۱۷۹۷ ساخته شد.